# 河野氏門
河野 氏門（こうの うじかど）は、戦国時代の武将。

## 経歴・人物
河野氏吉の長男。織田信長の馬廻で、本能寺の変の際に二条城にて戦死（自害）した。家督は弟の氏房が継いだ。